# Champ (agriculture)
Pour les articles homonymes, voir Champ.

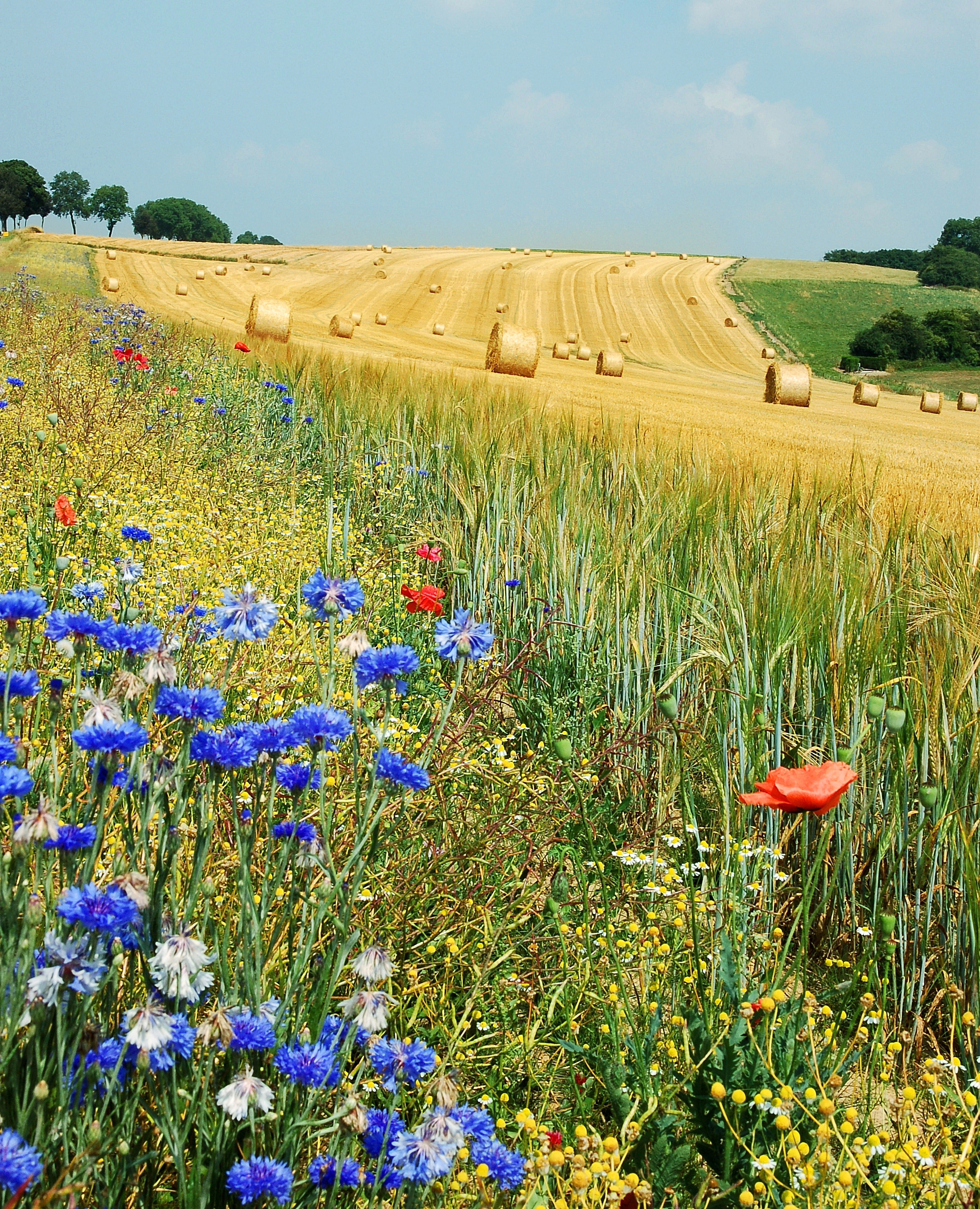
Champ de blé et bleuet en été (Hamois, Belgique).

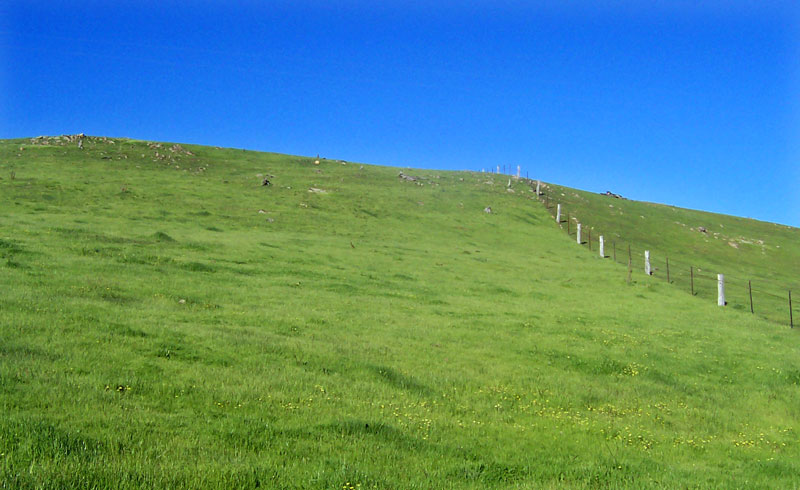
Un pré ou champ vert

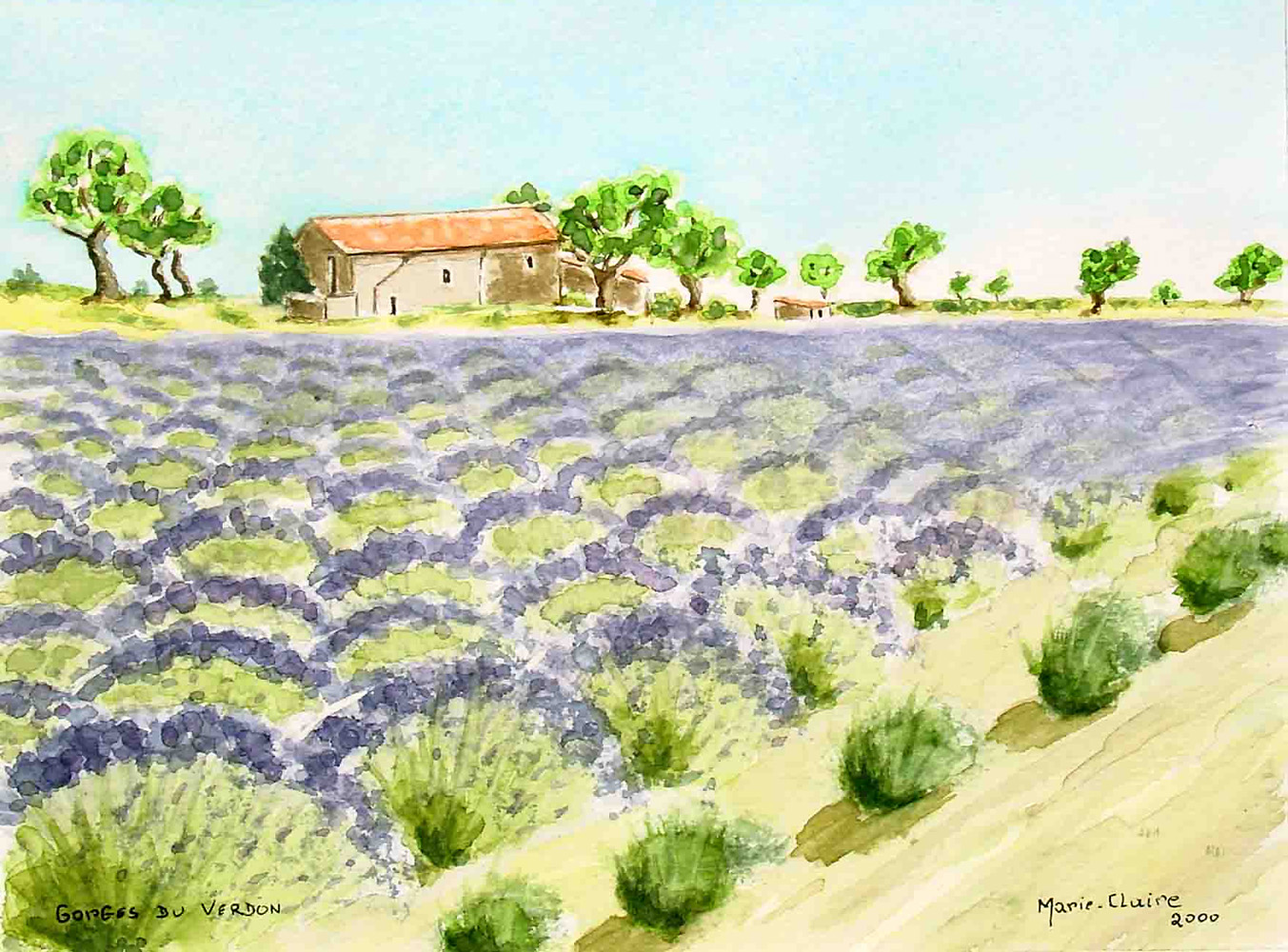
Un champ de lavande

En agriculture, un champ est un espace de terre arable cultivé. Il est le plus souvent labouré. Dans l'usage courant, on précise souvent son usage, c'est-à-dire la plante qui y est cultivée : champ de betterave, de blé, de seigle, d'avoine, etc., bien que la nécessaire rotation des cultures puisse en changer temporairement la destinée. Une culture sans labour est également parfois possible pour certaines récoltes. « Champ » désigne donc une parcelle de terre à culture souvent unique, plus soignée, semée, labourée, irriguée, plus bornée, délimité, etc., alors que « prés » sous entend un fourrage (des plantes variés qui sont soit consommées sur pieds par pâturage ou alors fauchées et stockées) où cohabitent des espèces apportées et endémiques naturelles, une terre rarement retournée, moins plane, moins riche, moins amendée et de moindre valeur.
Autrefois souvent entourés de murets, talus, haies ou chemins, la forme et la surface des champs a beaucoup évolué depuis environ un siècle, principalement en raison de deux facteurs conjoints :
- apparition de machines agricoles de plus en plus grandes et puissantes (épandeurs de pesticides de grande largeur et moissonneuses-batteuses en particulier) ;
- tendance à la concentration du foncier agricole en de grandes exploitations.

Depuis quelques décennies, les champs sont de plus en plus grands, plus plats (suppression des talus, mares et microreliefs) et parallélépipédiques (bien qu'ils puissent aussi parfois prendre une forme tout à fait ronde comme aux États-Unis dans les régions où est pratiquée une agriculture irriguée circulaire, autour d'un pivot central).
Les champs étaient autrefois régulièrement mis en jachère pour laisser la terre se reposer et reconstituer son humus. La jachère a été imposée et/ou subventionnée par la politique agricole commune en Europe durant quelques années pour limiter les excédents agricoles et pour des raisons environnementales, puis supprimée à la demande des ministres de l'agriculture de grands pays agricoles.
Depuis quelques années, en Europe, des bandes enherbées doivent être aménagées entre certains champs et des cours d'eau.

## Dénomination
Localement les champs ont, ou ont eu, des noms qui ont pu marquer la toponymie. Selon le type de culture pratiqué, le champ peut porter un nom spécifique ; ainsi :
- une emblavure est un champ ensemencé de blé ;
- un paddock est une parcelle de prairie permettant une gestion fine du pâturage des bovins ;
- etc.

## Champs maudits
Les champs maudits sont nommés ainsi par les terres contaminées par des spores lors de la décomposition de cadavres et qui provoque la maladie du charbon chez les animaux.
En 1878, Louis Pasteur se rend en Beauce chez des paysans frappés par la mort de leurs troupeaux. Ceux-ci avaient observé que les moutons contractaient le charbon dans certains pâturages, même après des années d'abandon. La remontée en surface des spores par les vers de terre, depuis les cadavres d'animaux enterrés, fut démontrée, ainsi que le rôle joué par les blessures superficielles causées à la muqueuse buccale par les chaumes, facilitant la pénétration des spores.

## Illustrations

Exemples d'aspects selon la culture et l'époque
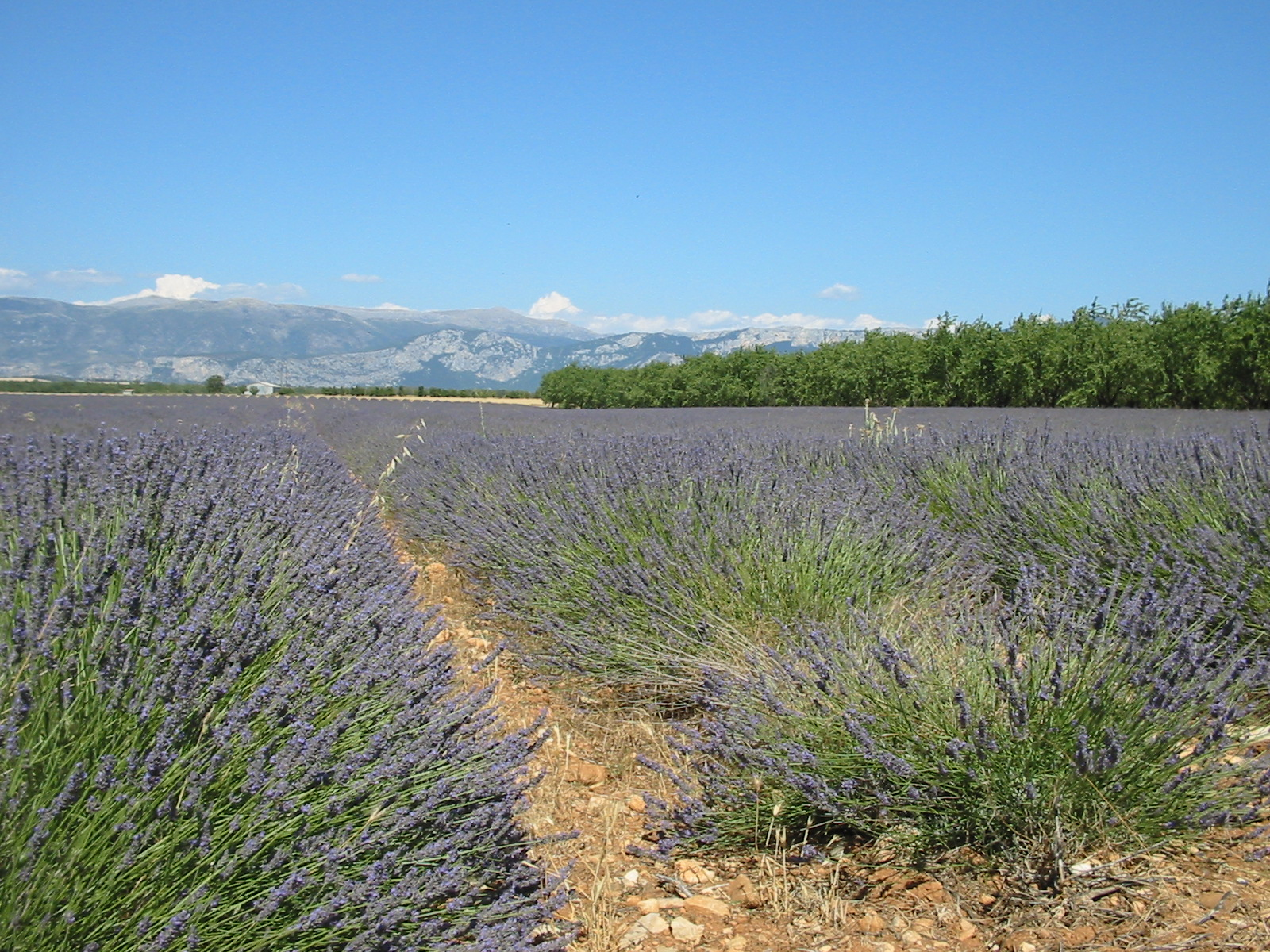
Champ de lavande
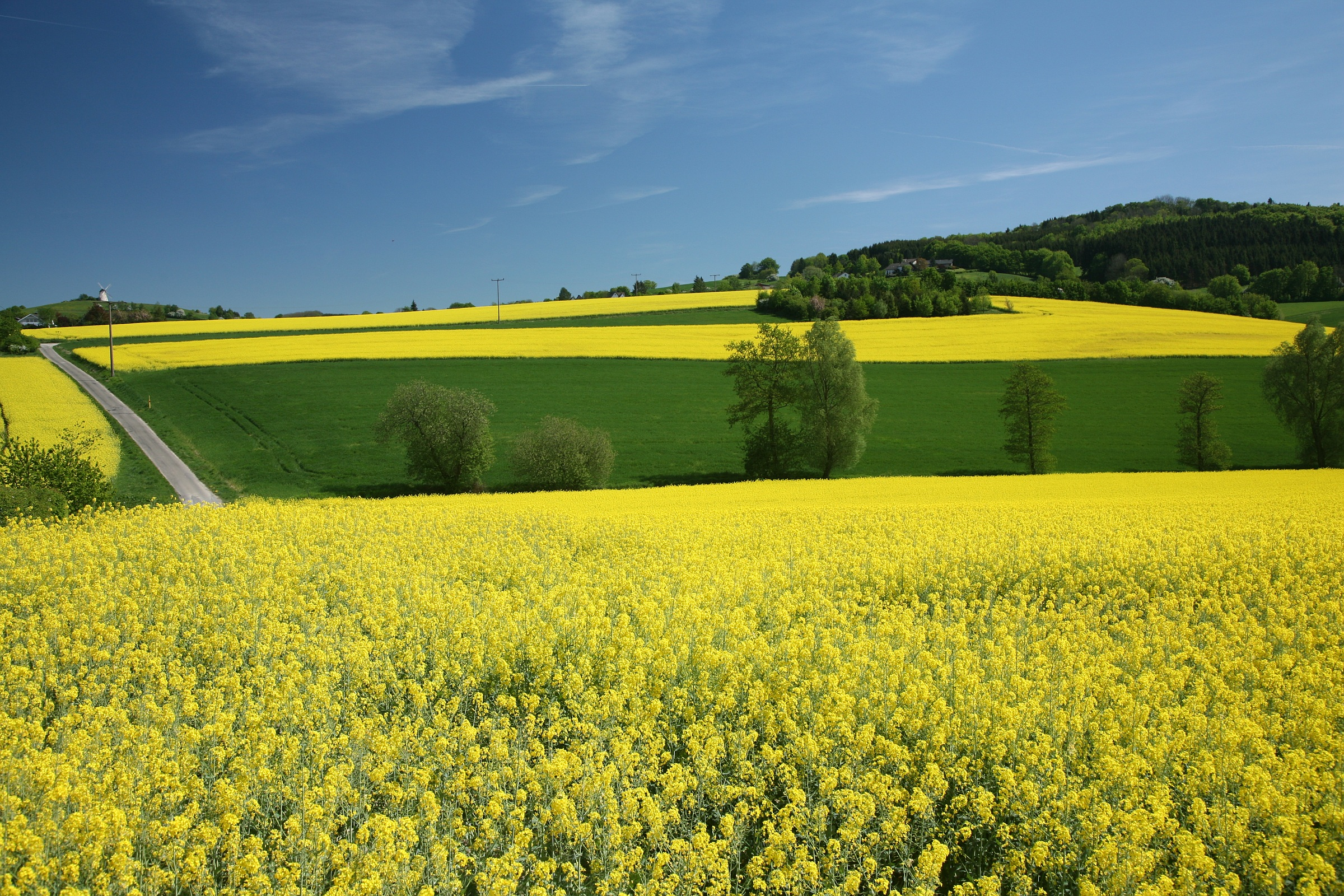
Champ de colza
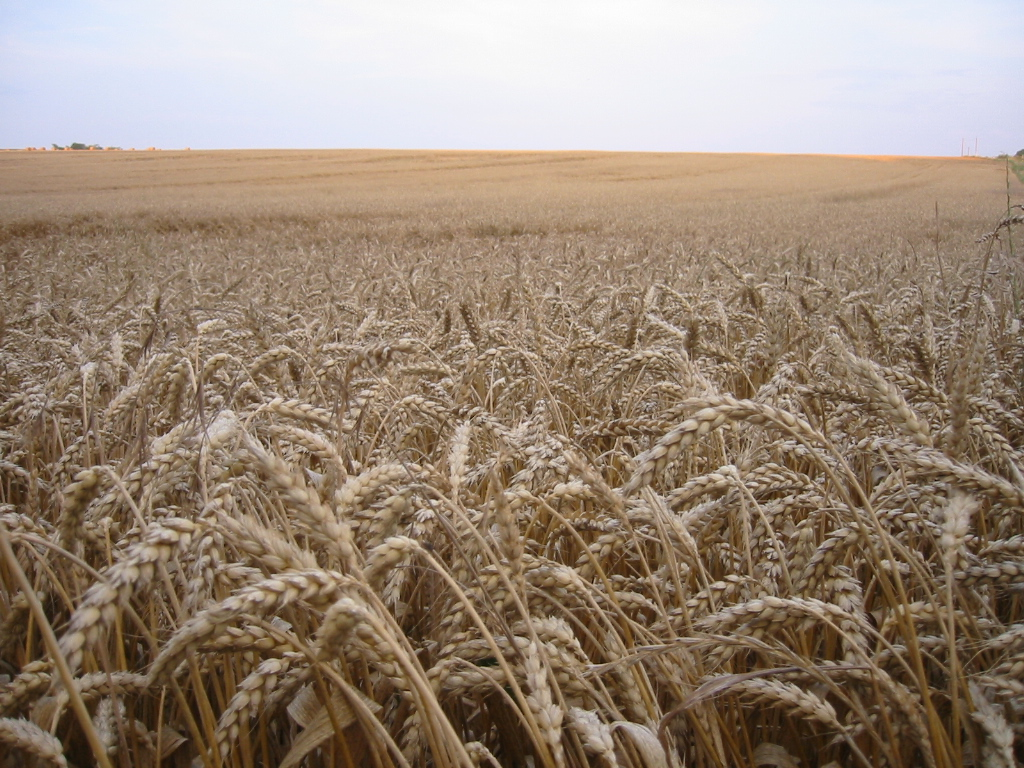
Champ de blé
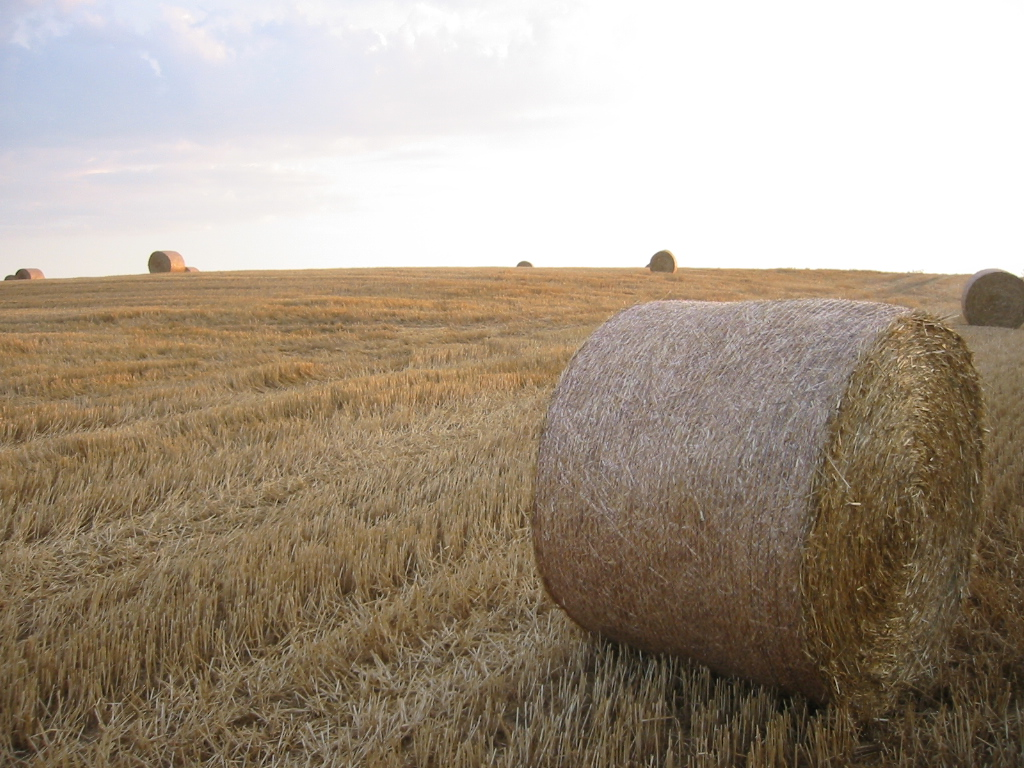
Champ de blé
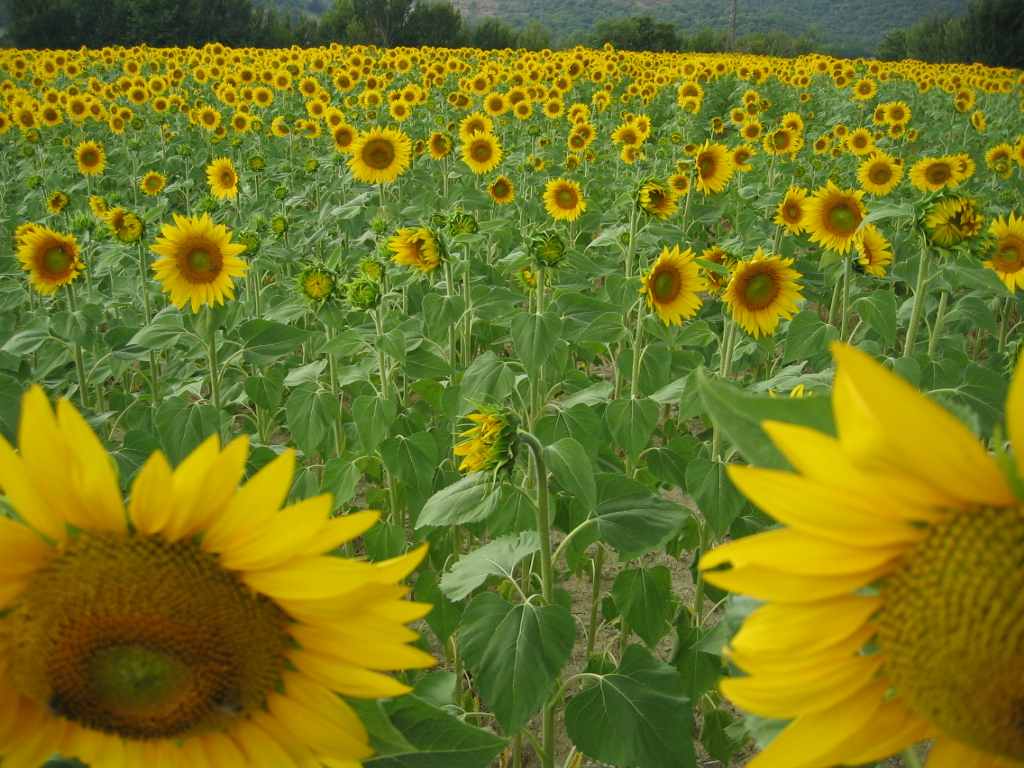
Champ de tournesol

Typologies de patterns « paysagers »
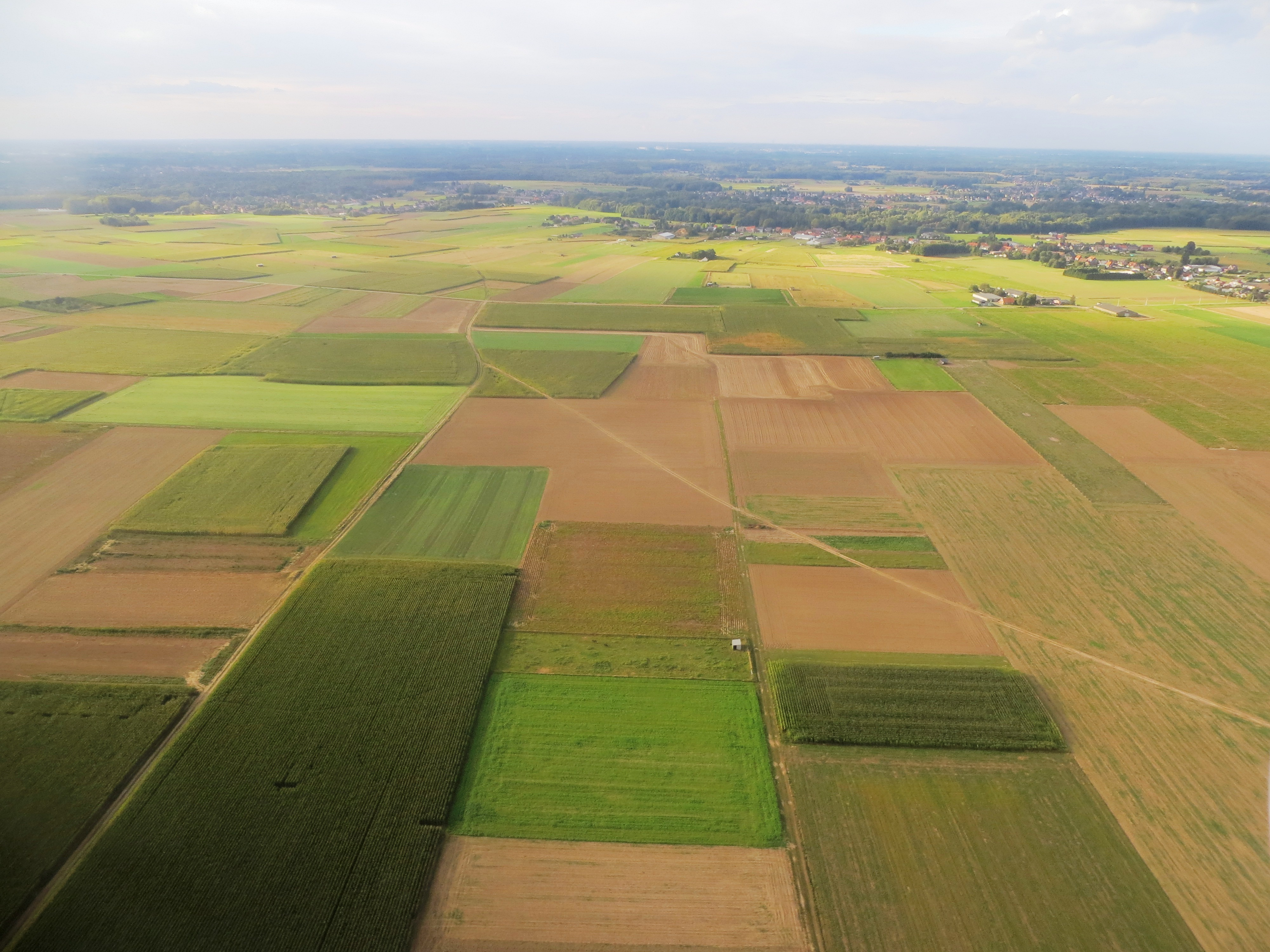
Agriculture intensive, région de Louvain-Hageland (nord de la Belgique, près de l'aéroport de Bruxelles-Zaventem (2012).
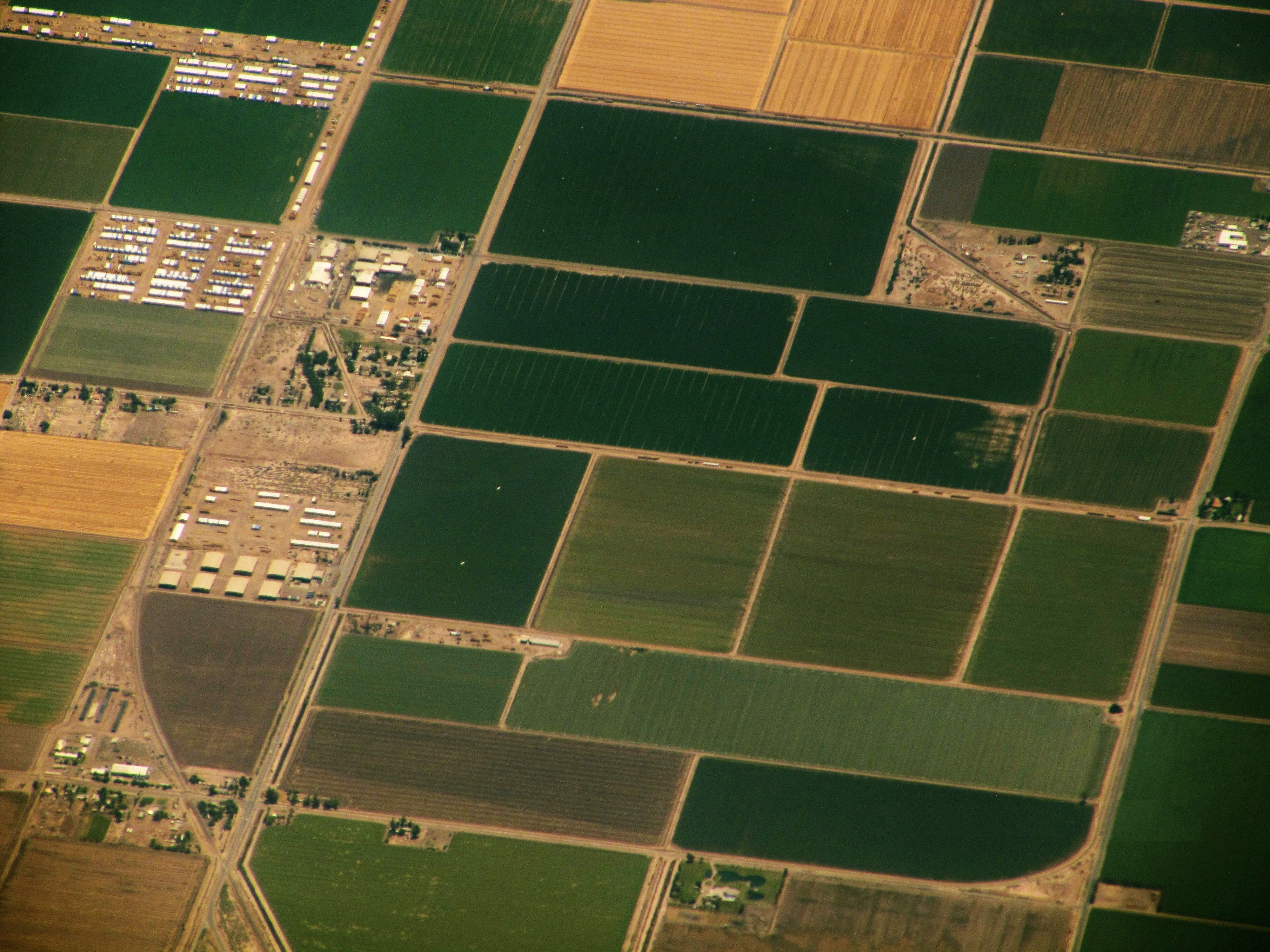
Géométrie en damier (Californie, 2011).
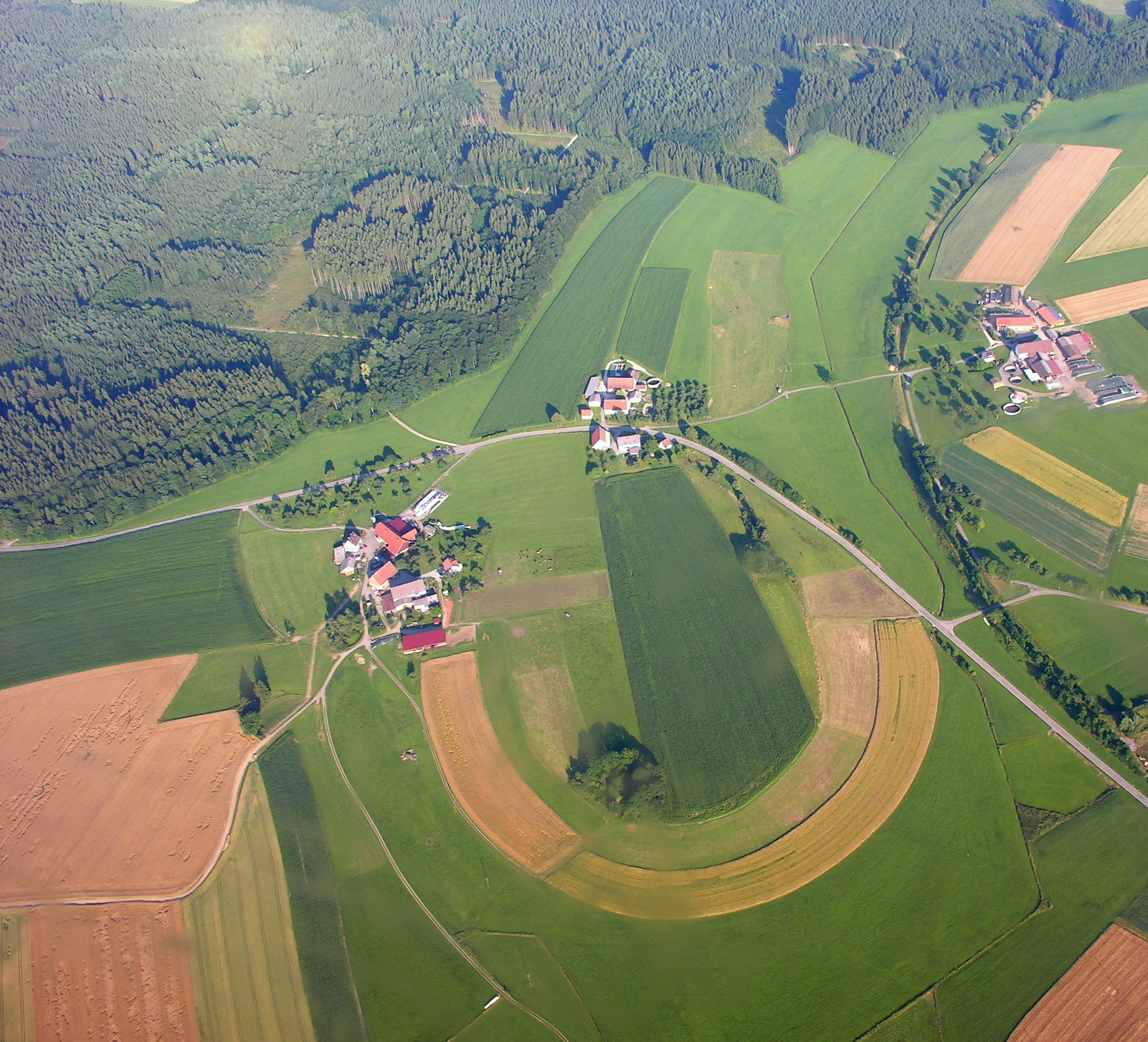
parcelles de forme courbe, à Steckeln près de  Sentenhart (de), Wald (2009).
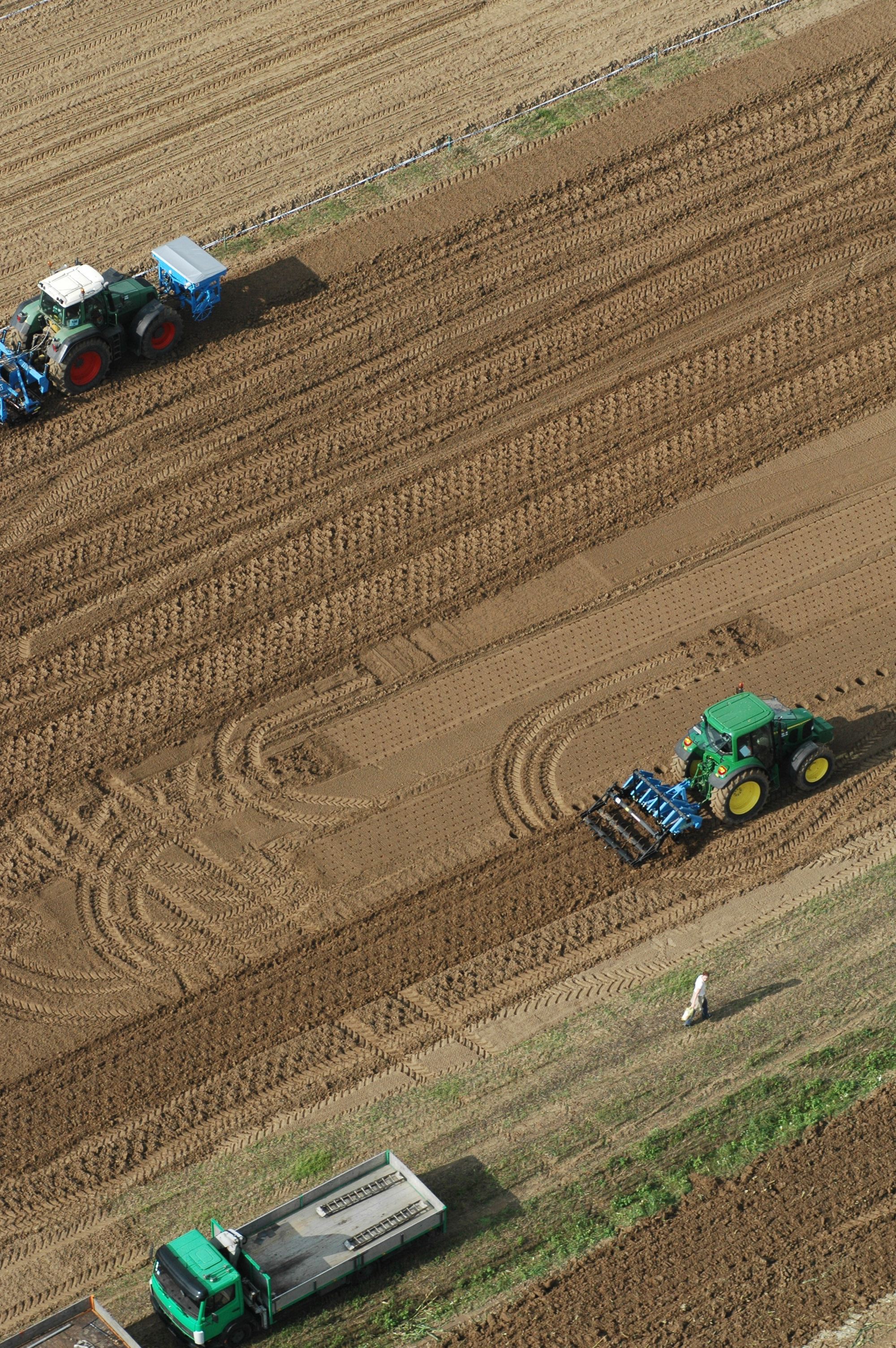
Journées de la Mécanisation Agricole et Horticole, Oudenaarde, Flandre-Orientale (2005).
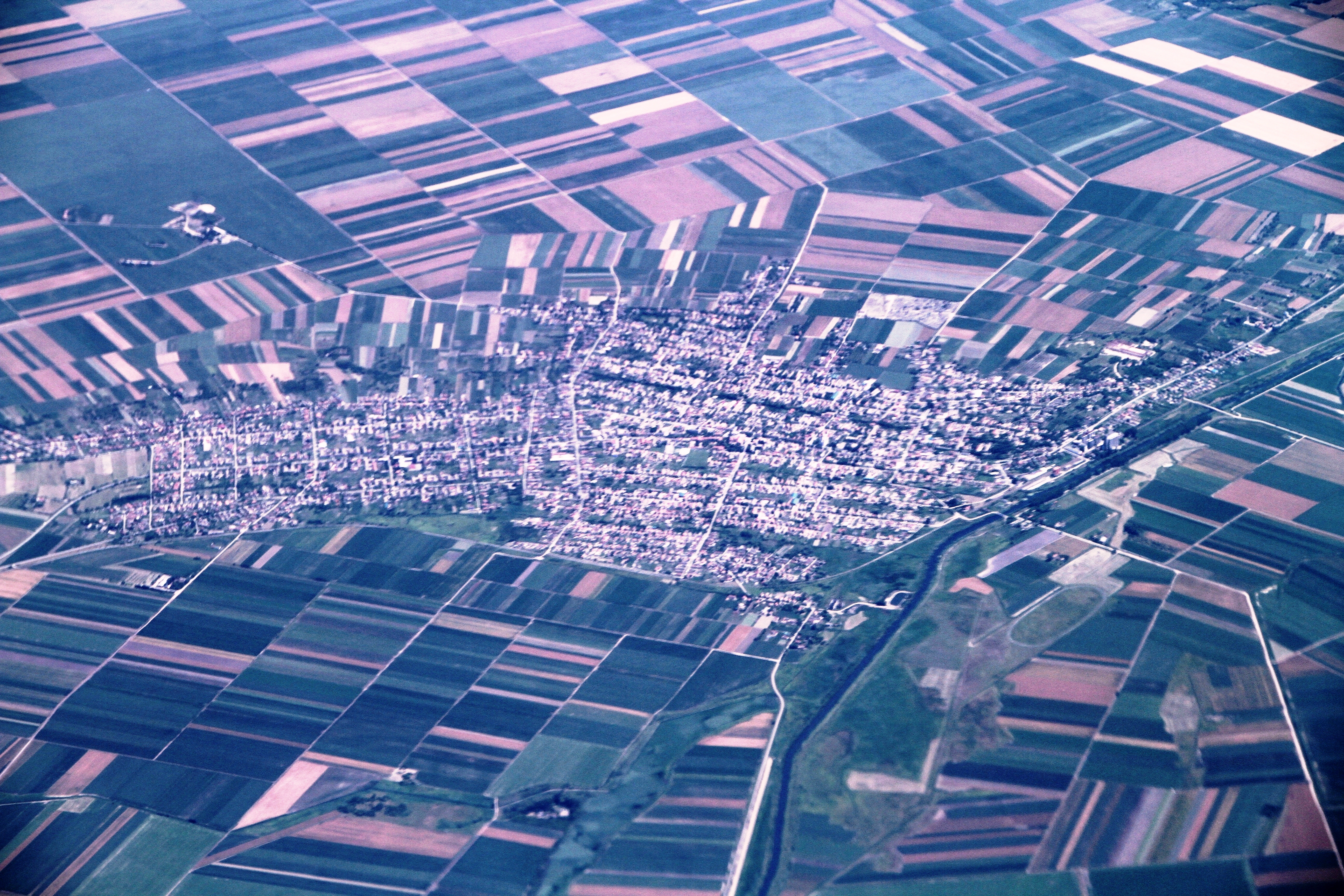
zone de Sivac en Voïvodine (Nord de la Serbie, 2012).
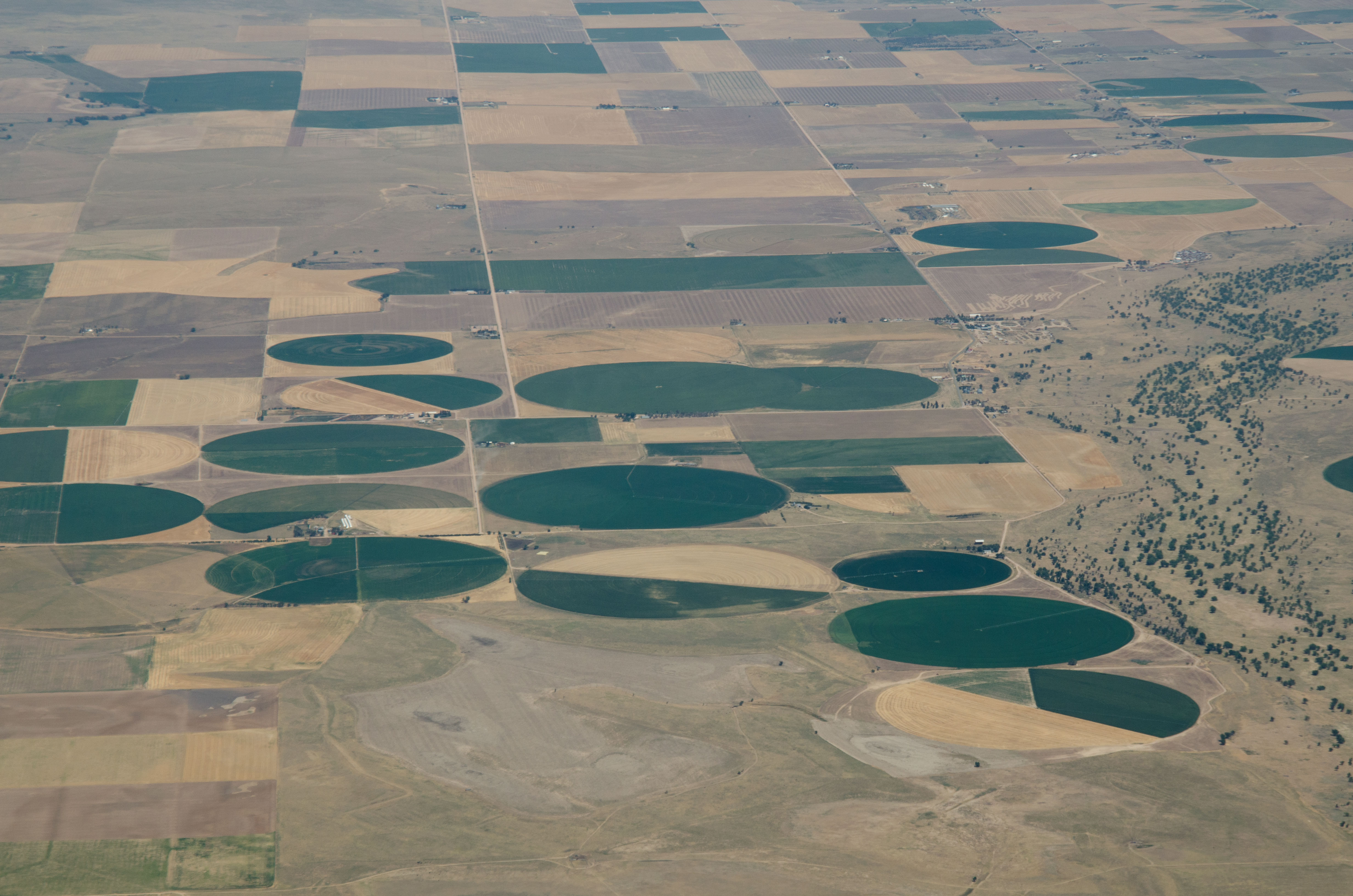
Cultures irriguées (en vert) et céréales sur sols arides lors d'une sécheresse près de Wiggins (Colorado, Juillet 2012).
Parcellaire géométriquement adaptées au relief (lutte contre l'érosion), région du haut-Mississippi, Missouri (1942).